# Шишлин, Николай Владимирович
- Никола́й Влади́мирович Ши́шлин (16 декабря 1926, Самара — 9 февраля 1994, Москва) — известный советский журналист-международник.[1]

## Биография
Родился в 1926 году в Самаре.
В 1944 году принимал участие в Великой Отечественной войне. За боевые заслуги награждён четырьмя орденами и многими медалями.
В 1951 году окончил историко-международный факультет МГИМО. Учился вместе с О. В. Какучая, Т. В. Лордкипанидзе, Л. А. Ониковым.
Работал в обществе «Знание» и старшим преподавателем в Московском текстильном институте.
В 1960—1990 годах — руководитель группы консультантов Международного отдела ЦК КПСС по связям с коммунистическими партиями капиталистических стран.
Глава Подотдела информации Отдела ЦК КПСС по связям с коммунистическими и рабочими партиями социалистических стран.
В 1989 году — консультант Идеологического отдела ЦК КПСС. Работал под руководством А. Н. Яковлева .
В 1991 году стал политическим обозревателем газеты «Правда».
С 1992 года — сотрудник Международного фонда социально-экономических и политологических исследований (Горбачёв-фонд).
Умер 9 февраля 1994 года в Москве, похоронен на Ваганьковском кладбище.

## Отзывы
А. С. Кончаловский вспоминал:
Ещё во времена Хрущёва, в 1957 году, Юрий Андропов занял пост заведующего отделом социалистических стран ЦК КПСС, а затем назначен секретарём ЦК. Я хорошо помню это время, потому что мы с Тарковским дружили с несколькими молодыми людьми, которые работали в группе внешнеполитических консультантов Андропова в аппарате ЦК, — Коля Шишлин, Саша Бовин, Жора Шахназаров, Арбатов… Именно они были призваны Андроповым, чтобы сделать более гибкой работу всесильного, но неповоротливого партийного аппарата. Можете себе представить, что встреча с этими людьми для меня и Тарковского была большой неожиданностью, потому что они представляли собой свободно мыслящих, образованных, говорящих на нескольких языках молодых интеллектуалов. И свобода размышления, которой мы пользовались в наших застольных беседах, наводила меня на мысль, что Андропов не такой, как его предшественники, если он берет подобных людей к себе в консультанты, — это говорило о его широком мировоззрении, не укладывающемся в догматы советской официальной элиты. Кстати, забыл сказать, что и Бовин, и Шишлин, среди прочих единомышленников по Отделу, были ответственны за написание речей для Генерального секретаря, в ту пору уже Брежнева. Они рассказывали мне, что каждый раз они старались получить доклад последними, прежде чем он должен был появиться перед глазами Брежнева. И каждый раз они проверяли, не изъят ли из доклада абзац о культе личности. Потому что в предыдущих секторах, в которых редактировался доклад, сталинисты всегда вычеркивали упоминание о культе личности и любую негативную оценку Сталина. Люди из аппарата Андропова всегда аккуратно восстанавливали этот абзац и «охраняли» его до самого выступления, ибо это давало легитимное право оперировать идеями антисталинизма. […]
Реформам и всем тенденциям либерализации пришел трагический конец, когда в Чехословакии коммунистический лидер Александр Дубчек почувствовал конъюнктуру и решился быть первым, проведя Пражскую весну (1968). Он начал в Чехословакии активный процесс реформирования всех структур государства и партии. Проект Дубчека относительно децентрализации экономики получил название «социализм с человеческим лицом». Мы смотрели тогда с удивлением, с восторгом на то, что происходило в Праге. В отличие от моих друзей из ЦК, которые опасались, что все это может привести к трагическим последствиям. Собственно, так и случилось. Советские сталинисты, воспользовавшись тем, что Чехословакия быстро становится на антисоветские позиции, ввели танки в эту страну и немедленно поставили крест на всех реформах в СССР, мотивируя тем, что подобные реформы могут привести к такой же катастрофе — возмущению советского народа против всей тоталитарной системы.
Я помню, как я встречал своего друга Колю Шишлина в аэропорту. Тот прилетал с переговоров между руководителями компартий СССР и Чехословакии. Он вышел ко мне с трагическим лицом. «Всё кончено, — сказал он. — Мы десять лет тихо „подбирались“ к окопам неприятеля (сталинистов), а этот идиот встал и „побежал“, всех нас выдав. Нашему поколению реформы сделать не удастся — про них надо забыть лет на двадцать».

## Работы
- Загладин В. В., Головко Н. К., Шишлин Н. В. Справочник пропагандиста — международника. — М.:Политиздат, 1985. — 237 с.
- Шаг в будущее: репортаж о визите М. С. Горбачёва в США 7—10 дек. 1987 г.: Фотоальбом / Авт. текста Н. В. Шишлин. — М.: Планета, 1988. — 159 с.: ил. 30000 экз. ISBN 5-85250-058-5
- Краткий политический словарь / Абаренков В. П., Аверкин А. Г., Агешкин Ю. А. и др.; Сост. и общ. ред. Л. А. Оникова, Н. В. Шишлина. — 5-е изд., доп. — М.: Политиздат, 1988. — 378 с. — 500 000 экз. — ISBN 5-250-00127-0.

## Награды и премии
- Государственная премия УССР имени Т. Г. Шевченко (1985) — за хроникально-документальный фильм «Тревожное небо Испании»